# Syngonanthus retrorsus
Syngonanthus retrorsus är en gräsväxtart som beskrevs av Silveira. Syngonanthus retrorsus ingår i släktet Syngonanthus och familjen Eriocaulaceae. Inga underarter finns listade i Catalogue of Life.